# Conjectura de Singmaster
La conjectura de Singmaster és una conjectura de la teoria de nombres que porta el nom del matemàtic britànic David Singmaster, que la va proposar el 1971.
Postula que hi ha una fita superior finita en la multiplicitat dels enters del triangle de Pascal majors de 1. L'únic nombre que apareix infinites vegades al triangle és 1, perquè cada nombre x superior de 1 pot aparèixer només fins a les fila x + 1 del triangle.

## Definició
Concretament es postula que, sigui {\displaystyle N(a)} el nombre de vegades que apareix un nombre {\displaystyle a>1} al triangle de Pascal, es compleix que, en notació de Landau:
{\displaystyle N(a)=O(1)}.

## Fites conegudes
Singmaster va mostrar que
{\displaystyle N(a)=O(\log a)}.
Posteriorment, Abbott, Erdős i Hanson van redefinir l'estimació a:
{\displaystyle N(a)=O\left({\frac {\log a}{\log \log a}}\right).}
El millor límit conegut (no condicional) és
{\displaystyle N(a)=O\left({\frac {(\log a)(\log \log \log a)}{(\log \log a)^{3}}}\right)},
però també es pot descriure de forma condicional relacionant-lo amb la conjectura de Cramér, de tal manera que
{\displaystyle N(a)=O\left(\log(a)^{2/3+\varepsilon }\right)}
és vàlid per tot {\displaystyle \varepsilon >0}.
Singmaster també va mostrar que l'equació diofàntica
{\displaystyle {n+1 \choose k+1}={n \choose k+2}}
té infinites solucions per les dues variables n, k. D'això es dedueix que hi ha infinits valors al triangle amb multiplicitat de com a mínim 6; per qualsevol valor positiu i, un nombre que aparegui 6 cops al triangle de Pascal ve donada per qualsevol de les dues expressions anteriors amb
{\displaystyle n=F_{2i+2}F_{2i+3}-1,}
{\displaystyle k=F_{2i}F_{2i+3}-1,}
on {\displaystyle F_{j}} és el nombre amb índex j a la successió de Fibonacci (indexat segons el conveni F0 = 0, F1 = 1). Les dues expressions anteriors localitzen dues de les aparicions; dues altres apareixen simètricament al triangle respecte d'aquestes dues; i les altres dues aparicions són a {\displaystyle {a \choose 1}} i {\displaystyle {a \choose a-1}.}

## Exemples elementals
Es coneix el límit de vegades que apareixen alguns nombres concrets.
- 2 és l'únic que apareix només una vegada.
- 3, 4, 5 cadascun apareix dues vegades; la gran majoria de nombres apareixen dos cops.
- Tots els nombres primers majors de 2 apareixen dues vegades.
- 6 és el primer que apareix tres vegades.
- Tots els nombres de la forma {\displaystyle {p \choose 2}} del nombre primer {\displaystyle p>3} apareixen quatre vegades.
- 120 és el primer que apareix sis vegades.
- El nombre conegut que apareix més vegades és 3003, el qual apareix vuit vegades.

## Preguntes no resoltes
No es coneix si hi ha cap nombre que aparegui més de vuit cops, ni tampoc si n'hi ha cap altre a part de 3003 que aparegui tantes vegades. Per tant, la fita superior podria ser 8, però Singmaster va deixar oberta la possibilitat que siguin 10 o 12.
Tampoc es sap si hi ha algun nombre que aparegui exactament cinc o set cops.